# Tiberius Hemsterhuis

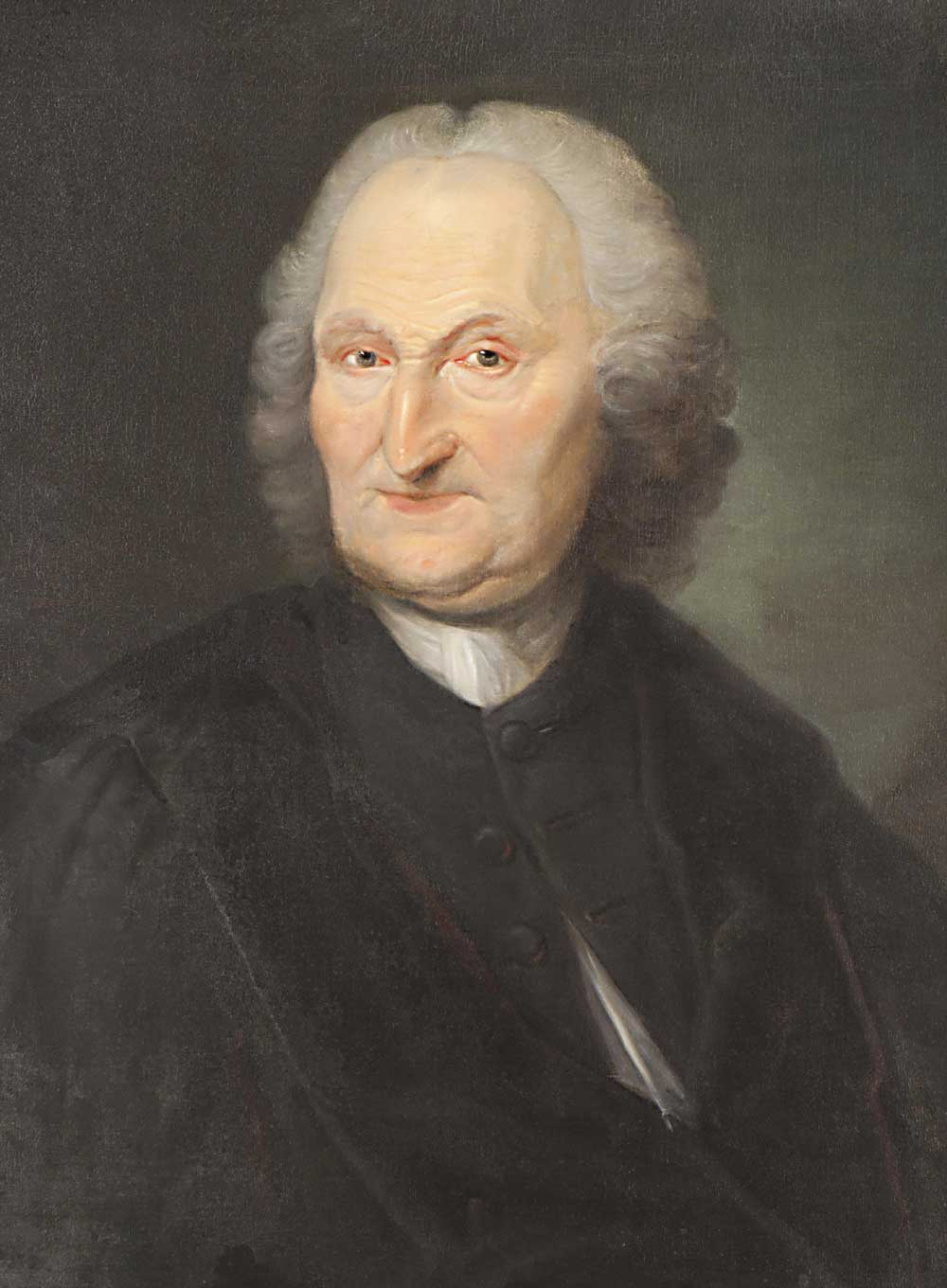
Tiberius Hemsterhuis

Tiberius (of Tjebbe) Hemsterhuis (Groningen, begin januari 1685 – Leiden, 7 april 1766) was een Nederlands filoloog en taalkundige. Als hoogleraar Grieks aan de universiteiten van Franeker en Leiden was hij de stimulator van de herleving van de Griekse studiën in Nederland in de 18e eeuw. De afbeelding die men bij A. Gudeman, Imagines philologorum (1910) aantreft (en niet alleen daar), is trouwens niet die van Hemsterhuis, maar van Snellincx.

## Biografie
Tiberius Hemsterhuis kwam uit een Friese familie. Zijn vader was Franciscus Hemsterhuis (ca. 1630-1705), die gepromoveerd was in de geneeskunde en de filosofie te Padua en zich daarna als arts in Groningen had gevestigd. Tiberius bezocht in de jaren 1696-1698 de Latijnse school in Groningen. In 1698 werd hij als dertienjarig wonderkind ingeschreven als student theologie aan de universiteit Groningen, maar hij blonk ook uit in de wiskunde en de oosterse talen. In 1701 nam zijn vader hem mee naar Amsterdam en vervolgens naar Leiden, waar hij op 21 september 1702 werd ingeschreven als student. Hij werd in 1704 hoogleraar filosofie en wiskunde in Amsterdam, vervolgens werd hij hoogleraar Grieks, 1717-1740 in Franeker en 1740-1765 in Leiden. Hij trouwde op 1 oktober 1716 met Cornelia Maria de Wilde (1686-1766), met wie hij 3 zoons kreeg: Jacobus (1717), Frans (1721) en Tiberius (1724). Frans Hemsterhuis zou een beroemd filosoof worden, de andere 2 zoons stierven vroeg in de twintig. Tiberius ging in 1765 met emeritaat en stierf in 1766. Hij werd begraven in de Pieterskerk te Leiden. Op 8 februari 1768 sprak de hoogleraar David Ruhnken, die Hemsterhuis' meest geliefde leerling was geweest, bij wijze van rectoraatsrede een Elogium Tiberii Hemsterhusii ('Lofrede op Tiberius Hemsterhuis') uit, waarin hij een veelgeprezen biografische schets van Hemsterhuis gaf.

## Opvattingen
Tijdens zijn studie in Leiden was Jacob Perizonius (1651-1715) de leermeester van Hemsterhuis in het Grieks. Van hem leerde hij als filoloog een ruimere belangstelling te hebben dan voor taal en grammatica alleen. Hemsterhuis onderging sterk de invloed van de opvattingen van Descartes. Dat blijkt uit zijn grote waardering voor de wiskunde en uit het feit dat hij door bronnenonderzoek bij de oorsprong der dingen wilde komen. Dit verklaart ook ten dele zijn belangstelling voor het Grieks. Hij was de eerste Nederlandse hoogleraar die zich uitsluitend op het Grieks richtte.
De opvattingen van Hemsterhuis komen vooral naar voren uit zijn redevoeringen. De belangrijkste daarvan zijn:
- Oratio de Graecae linguae praestantia, ex ingenio Graecorum et moribus probata (‘Rede over de voortreffelijkheid van de Griekse taal, bewezen op grond van de genie en de zeden van de Grieken’, inaugurele rede te Franeker, 1720)
- Oratio de mathematum et philosophiae studiis cum literis humanioribus conjungendis (‘Rede over de verbinding van de studie van de wiskunde en de filosofie met de letteren’, waarschijnlijk een in Franeker gehouden rectoraatsrede uit 1739)
- Oratio de literarum humaniorum studiis ad mores emendandos virtutisque cultum conferendis (‘Rede over de bijdrage van de studie der letteren aan het verbeteren der zeden en de beoefening van de deugd’, inaugurele rede te Leiden, 1740)

Het ging Hemsterhuis er niet om een filoloog te vormen door de studie van de Griekse cultuur, maar een hoogstaand mens. De taalkunde was voor hem geen doel, maar slechts middel. Deze opvattingen werden overgenomen door Lodewijk Caspar Valckenaer (1715-1785), die een leerling was van Hemsterhuis en hem als hoogleraar Grieks zou opvolgen in Franeker en in Leiden. Zij hadden ook veel belangstelling voor literatuurgeschiedenis; daarbij zochten zij naar de genie van de auteurs, die zou moeten blijken uit hun stijl. De vernieuwing van de bestudering van het Grieks en de Griekse cultuur die met Hemsterhuis begon en vooral door Valckenaer werd voortgezet, noemt men wel de Schola Hemsterhusiana.

## Publicaties
Hemsterhuis heeft maar weinig tekstuitgaven gepubliceerd. Zijn kracht lag eerder in het onderwijs en het stimuleren van anderen. Zijn eerste publicatie in 1706 was een uitgave van het Onomasticon van Pollux uit de 2e eeuw n.C., waaraan Joh. Henr. Lederlin al was begonnen en die door Hemsterhuis werd voltooid. In 1708 maakte hij een voor scholieren bedoelde uitgave van enige samenspraken van Lucianus en van diens Timon. Hij werkte ook aan een uitgave van het verzamelde werk van Lucianus, maar nadat hij slechts een zesde deel had voltooid, werd het werk afgemaakt door J.F. Reitz en verscheen het in 1743. De enige andere uitgave van Hemsterhuis was een editie van de Plutus van Aristophanes in 1743.